# Liste der Monuments historiques in Courchapon
Die Liste der Monuments historiques in Courchapon führt die Monuments historiques in der französischen Gemeinde Courchapon auf.

## Liste der Objekte
| Bezeichnung    | Beschreibung                                                        | Standort                                   | Kennzeichnung | Schutzstatus | Datum | Bild |
| -------------- | ------------------------------------------------------------------- | ------------------------------------------ | ------------- | ------------ | ----- | ---- |
| Kirchenfenster | neugefasste Fragmente eines Wappenbildes; Buntglas, 16. Jahrhundert | in der Kirche Conversion-de-St-Paul (Lage) | PM25000587    | Classé       | 1908  |      |